# جان باتیست (خواننده)
جاناتان مایکل باتیست (انگلیسی: Jonathan Michael Batiste؛ زادهٔ ۱۱ نوامبر ۱۹۸۶) خواننده، ترانه‌سرا، نوازنده، آهنگساز و رهبر گروه آمریکایی است. او با هنرمندانی در ژانرهای مختلف موسیقی (استیوی واندر، پرینس، ویلی نلسون، لنی کراویتز، اد شیرن، روی هارگروو، و میویس استیپلز) ضبط و اجرا کرده است. او آثار ضبط شده خود را در بیش از ۴۰ کشور اجرا و منتشر کرده کرده است. باتیست به‌طور منظم با گروه خود استی هیومن تورهایی اجرا می‌کند و همچنین از سال ۲۰۱۵ تا ۲۰۲۲ به‌عنوان لیدر گروه موسیقی در د لیت شو ویت استیون کلبر برنامه موسیقی داشته است.
در سال ۲۰۲۰ او به همراه ترنت رزنر و آتیکوس راس آهنگسازی موسیقی انیمیشن سینمایی روح محصول کمپانی پیکسار را انجام داد، که برای آن جایزه اسکار، جایزه گلدن گلوب، جایزه گرمی و جایزه فیلم بفتا را به‌صورت مشترک دریافت کرد. باتیست در شصت و چهارمین مراسم جایزه گرمی در ۲۰۲۲ بابت آلبوم ما هستیم جایزه آلبوم سال را دریافت کرد. باتیست پنج جایزه گرمی از ۲۰ نامزدی، از جمله برنده شدنِ آلبوم سال برای آلبومش ما هستیم، به دست آورده است.

## زندگی شخصی
جاناتان مایکل باتیست در متری، لوئیزیانا، در خانواده‌ای کاتولیک به دنیا آمد. او در کنر، لوئیزیانا بزرگ شد. او در سن ۸ سالگی با گروه موسیقی خانوادگی‌اش، سازهای کوبه‌ای و طبل می‌نواخت. در ۱۱ سالگی، به پیشنهاد مادرش به پیانو روی آورد و هر شنبه از سنین ۱۱ تا ۱۸ سالگی، درس‌های پیانو کلاسیک را نزد معلم محلی پیانو آموخت. باتیست مهارت‌های پیانوی خود را با رونوشت‌برداری ترانه‌هایی از بازی‌های ویدیویی مانند مبارز خیابانی آلفا، فاینال فانتزی ۷ و سونیک خارپشت توسعه داد.
باتیست با روزنامه‌نگار، موسیقی‌دان و مؤلف سلیکا جوآد ازدواج کرده است. این دو در دوران نوجوانی در اردوگاه گروه موسیقی با هم آشنا شدند. در ۳ آوریل ۲۰۲۲، این دو در مصاحبه‌ای اعلام کردند که در فوریهٔ ۲۰۲۲ در یک مراسم خصوصی ازدواج کرده‌اند.
باتیست که در کلیسای کاتولیک پرورش یافته است، همچنان به‌عنوان مسیحی شناخته می‌شود و در مورد ایمان خود به صراحت صحبت کرده است.

## آلبوم‌شناسی
- اوقات در نیواورلئان (۲۰۰۵)
- اکنون جاز است (۲۰۱۳)
- موسیقی اجتماعی (۲۰۱۳)
- کریسمس با جان باتیست (۲۰۱۶)
- آفریقایی هالیوود (۲۰۱۸)
- ما هستیم (۲۰۲۱)
- رادیو موسیقی جهانی (۲۰۲۳)